# Vert-Vert (Jacquand)
Pour les articles homonymes, voir Vert-Vert (homonymie).
Vert-Vert est un tableau peint par Claudius Jacquand vers 1835. Il mesure 41 × 39 cm. Il est conservé au Musée du monastère royal de Brou de Bourg-en-Bresse.

## Contexte, description, analyse
Huile sur toile de 41 cm de hauteur sur 39 cm de largeur, le tableau de Claudius Jacquand tire son nom du perroquet héros du poème Vert-Vert ou Les Voyages du perroquet de la Visitation de Nevers (1734) de Jean-Baptiste Gresset qui a inspiré au cours du XIXe siècle nombre de peintres, mais également de dramaturges et de compositeurs comme Jacques Offenbach pour son opéra-comique Vert-Vert. La peinture de Jacquand illustre le passage du poème de Gresset :
« Sœur Rosalie au sortir des Matines 

Plus d'une fois lui porta des pralines »
Peint pour le salon de 1835, le tableau est conservé au Musée du monastère royal de Brou de Bourg-en-Bresse qui l'acquiert en 1853 et le présente à  des expositions temporaires comme celle de 1971 consacrée au style troubadour.

## Articles connexes

Vert-Vert en peinture
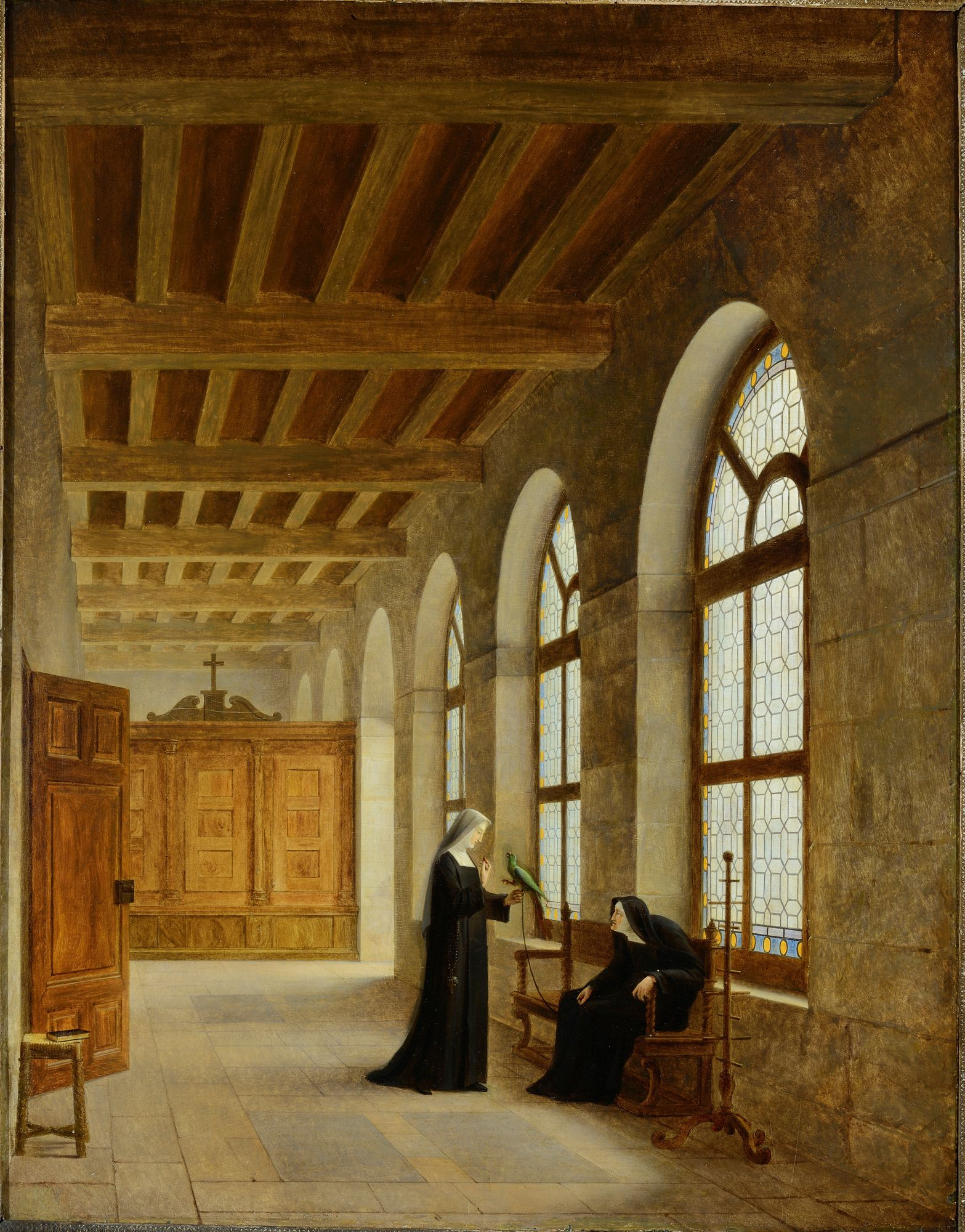
Vert-Vert, Fleury François Richard (1804, musée des beaux-arts de Lyon)
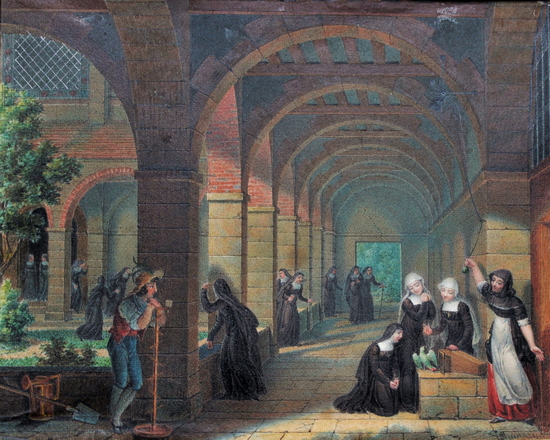
Le Perroquet Vert-Vert au couvent des Visitandines de Nantes, Jean-Claude Rumeau (1820)
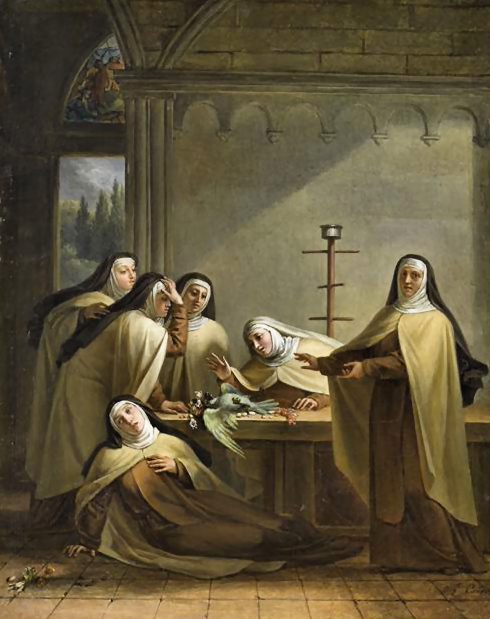
Mort de Vert-Vert, Auguste Couder (1830, musée de l'Oise à Beauvais)
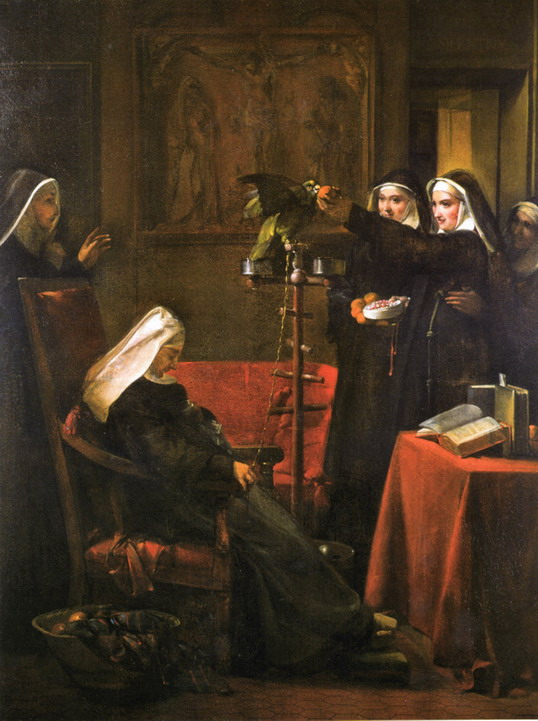
Captivité de Vert-Vert, François Marius Granet (1834, musée Granet d'Aix-en-Provence)
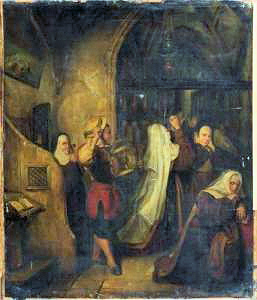
L'Arrivée de Vert-Vert à Nantes, Claudius Jacquand (1847, musée de la faïence et des beaux-arts de Nevers